# Marc van Duvenede
Marc van Duvenede (Brugge, ca. 1674 - 1730) was een Zuid-Nederlands kunstschilder.

## Levensloop
Van Duvenede ging in Brugge in de leer bij Jan Baptist Herregouts en werd in 1700 lid van het ambacht van de schilders.
Gedurende een vijftal jaren verbleef hij in Italië, eerst in Napels, vervolgens in Rome. Hij werkte er bij de historieschilder, portretschilder en graveur Carlo Maratta (1625-1713).
Hij keerde naar Brugge terug en werd samen met zijn leermeester Herregoudts en twee andere schilders, stichter van een 'Vrije Academie', die opkwam tegen het monopolie van het ambacht van de schilders en de opleiding voor iedereen wilde openstellen. Van Duvenede werd penningmeester van de academie.
Hij was vooral schilder van religieus werk. In Brugge is een barokwerk van hem bewaard, het grote doek Onze-Lieve-Vrouw Hemelvaart in de Sint-Jakobskerk.
Volgens Descamps was Van Duvenede geen productief schilder, omdat hij zich bij voorkeur bezighield met de handelszaak die door zijn vrouw werd uitgebaat.

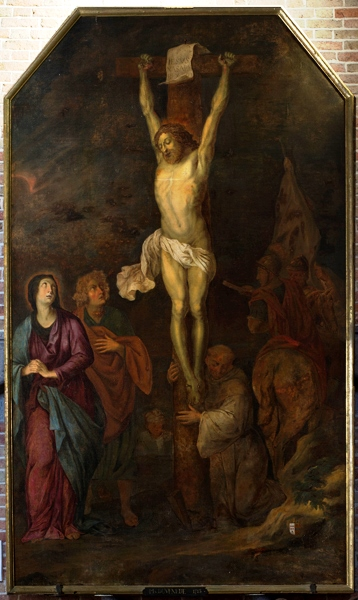
Onze-Lieve-Vrouw-Bezoekingskerk (Lissewege)
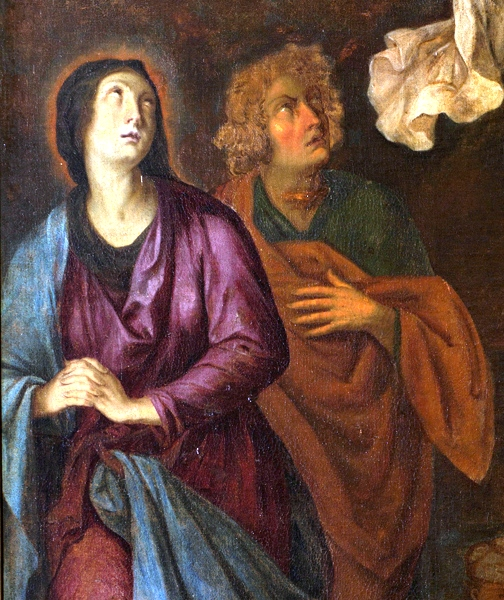
Christus aan het kruis, Lissewege (detail)
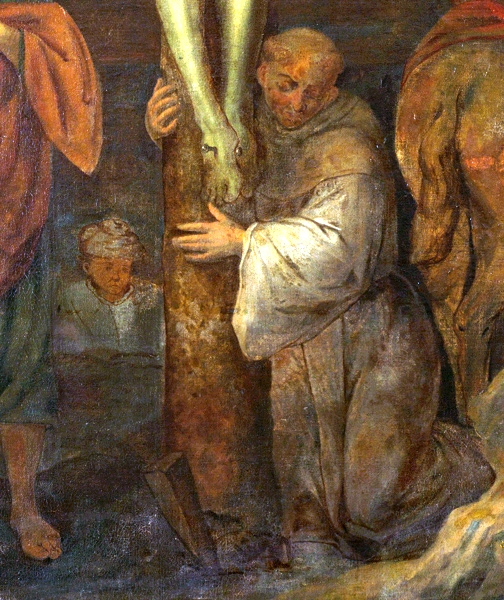
Christus aan het kruis, Lissewege (detail)

## Links
- Biografische gegevens bij het RKD-Nederlands Instituut voor Kunstgeschiedenis